# Alexeï Bouldakov
Alexeï Bouldakov (en russe : Алексей Иванович Булдаков), né le 26 mars 1951 à Makarovka en Union soviétique et mort le 3 avril 2019 à Oulan-Bator (Mongolie), est un acteur et réalisateur russe. Artiste du peuple de la fédération de Russie (2009).

## Filmographie partielle
- 1995 : Chirli-myrli (Ширли-мырли) de Vladimir Menchov : pilote d'An-124
- 1995 : Les Particularités de la chasse nationale (Особенности национальной охоты) de Alexandre Rogojkine : Ivolgine
- 1998 : Les Particularités de la pêche nationale (Особенности национальной рыбалки) de Alexandre Rogojkine : Ivolgine
- 2000 : Les Particularités de la chasse nationale pendant l'hiver (Особенности национальной охоты в зимний период) de Alexandre Rogojkine : Ivolgine
- 2003 : Les Particularités de la politique nationale (Особенности национальной политики) de Dmitri Meskhiev : Ivolgine
- 2010 : Soleil trompeur 2 (Утомлённые солнцем 2: Предстояние) de Nikita Mikhalkov : Boudionny

## Source
- (ru) Cet article est partiellement ou en totalité issu de l’article de Wikipédia en russe intitulé « Булдаков, Алексей Иванович » (voir la liste des auteurs).